# David Airob
David Airob (Barcelona, 1967) és un fotògraf català. Va treballar com a fotògraf de La Vanguardia, on va ser editor en cap de Fotografia entre 2007 i 2010. Ha guanyat diferents premis internacionals, com un World Press Photo (tercer premi en la categoria Online Short del Multimedia Contest 2014) per Calcio Storico. El seu primer llargmetratge (La caja de cerillas, 2014) està dedicat a la trajectòria del fotògraf Joan Guerrero. Les seves imatges s'han publicat a Time, Paris-Match i Der Spiegel. Fou cofundador del Centre de Fotografia Documental de Barcelona.